# Niobrarasaurus coleii
Il niobrarasauro (Niobrarasaurus coleii) è un dinosauro erbivoro appartenente agli anchilosauri, o dinosauri corazzati. Visse nel Cretacico superiore (Coniaciano/Santoniano, circa 85 milioni di anni fa) e i suoi resti sono stati ritrovati in Nordamerica (Kansas).

## Descrizione
Questo dinosauro è noto grazie ad alcuni fossili incompleti, sufficienti però a ricostruire l'animale: doveva essere un grosso erbivoro quadrupede, dal corpo a forma di botte e ricoperto da file di placche ossee (osteodermi). Le zampe erano relativamente corte e robuste, mentre il cranio era piuttosto allungato (simile a quello di Pawpawsaurus) e dotato di una ornamentazione differente rispetto a quella di altri animali simili.

## Classificazione
I resti di Niobrarasaurus vennero scoperti nel 1930 dal geologo Virgil Cole, nella formazione di Niobrara. Vennero descritti per la prima volta da Mehl nel 1936 e attribuiti al genere Hierosaurus in una nuova specie, Hierosaurus coleii. Successivamente il genere Hierosaurus venne considerato un sinonimo del genere Nodosaurus. Fu solo nel 1995 che il materiale venne ridescritto in un nuovo genere, dal momento che la specie tipo di Hierosaurus (H. sternbergi) era troppo frammentaria per poter essere classificata adeguatamente, mentre i resti attribuiti a H. coleii erano abbastanza completi da essere riconosciuti distinti sia dalla specie tipo che da Nodosaurus.
Oggi Niobrarasaurus è considerato un rappresentante dei nodosauridi, una famiglia di anchilosauri sprovvista di mazza caudale. È probabilmente imparentato con Edmontonia e Panoplosaurus, altri due nodosauridi del Cretaceo americano, vissuti qualche milione di anni più tardi. La forma allungata del cranio, però, fa pensare che potesse essere imparentato anche con Pawpawsaurus.

## Dinosauri marini?
Poiché i sedimenti in cui venne trovato Niobrarasaurus erano di origine marina, Mehl pensò originariamente di aver scoperto un dinosauro acquatico. In seguito si corresse l'errore: oggi si ritiene che gli esemplari di Niobrarasaurus fossero stati trascinati per qualche motivo nell'oceano, forse a causa di un'inondazione, e lì fossero morti. Alcune ossa di un esemplare giovane recano segni di morsi con tutta probabilità attribuibili a squali come Cretoxyrhina.